# 公事師
公事師（くじし）とは、江戸時代に存在した訴訟の代行を業とした者。出入師（でいりし）・公事買（くじかい）などとも呼ばれる。明治期に代言人制度を経て日本における弁護士制度の源流となったとされているが、現在の事件屋にあたるもので、その性格や社会的評価は大きく異なる。
訴訟の当事者の依頼を受けて必要な手続方法や訴訟技術を教示したり、必要な書類の作成代行を行ったりするなど、旧来の代筆的業務にとどまるものもいたが、さらには内済（和解手続）の斡旋を行ったり、時には親族や町役人・村役人に成りすまして法廷に出廷して訴訟を補佐したり、古い借金証文や売掛帳面などを買い取って出訴して、相手側に内済を迫って金品を得るなどの行為を行った。江戸幕府は公事師を不法な存在であるとして取り締まりの対象としている。
奉行所公認の代書業として公事宿がある。その職務はおおむね、訴訟技術の伝授、代筆にとどまったが、実際には公認の有無の差しかなかったとも言われ、公事宿の主人・下代が公事師まがいの行為をしていることはもちろんあった。『公事三年』という諺があるほど裁判には時間がかかる。その為地方から出てきた訴訟人が年単位で公事宿に滞在することも珍しくはないという。また裁判を長引かせ宿に滞在させたり、依頼者に多額の礼金を要求したり、証文を捏造するなど、こうした悪徳な公事宿は数多く存在していた。